# Alfonsina Orsini
Alfonsina Orsini (1472 – 7 februarie 1520) a fost soția lui Piero di Lorenzo de' Medici și mama lui Lonrezo al II-lea de Medici, Duce de Urbino. A fost fiica lui Roberto Orsini, Conte de Tagliacozzo și a Caterinei San Severino.
Ea a avut o mare influență asupra afacerilor de stat. A guvernat Republica Firenze în timpul absenței fiului ei în perioada 1515 - 1519. A fost implicată în planurile privind războiul dintre Florența și Franța.